# Лавская, Надежда Сергеевна
Надежда Сергеевна Лавская — советский хозяйственный и государственный деятель, лауреат Государственной премии СССР за выдающиеся достижения в труде.

## Биография
Родилась в 1945 году в Кемеровской области. Член КПСС.
В 1965—1991 — прядильщица Киргизского камвольно-суконного комбината в городе Фрунзе Киргизской ССР.
За инициативу в развитии соревнования за увеличение производства и улучшение качества товаров народного потребления на основе расширения зон обслуживания, обеспечения режима экономии была в составе коллектива удостоена Государственной премии СССР за выдающиеся достижения в труде 1977 года.
Депутат Верховного Совета СССР 9-го созыва.
Жила в Бишкеке.

## Награды
- Орден Ленина (1974)